# Јан Верхас
Јан Верхас (хол. Jan Verhaas; 5. октобар 1966) холандски је судија у снукеру.

## Каријера
Године 1989. помагао је на турнирима у снукер клубу пријатеља у Ротердаму, када га је судија Мајкл Кларк саветовао о суђењу и охрабрио га да се квалификује за судију. Наредне године је постао професионални судија у снукеру.
Његов први професионални меч био је 1993. између Тонија Драга и Стива Дејвиса. Године 2003. постао је први човек изван Уједињеног Краљевства који је судио финале Светског првенства.
Верхас је осам пута био судија мечева у којима је био виђен максимални брејк.

## Значајнија финала
- Светско првенство: 2003, 2006, 2008, 2011, 2013, 2017.
- Првенство Уједињеног Краљевства: 2005, 2006, 2008, 2015.
- Мастерс: 1999, 2001, 2002, 2004, 2007, 2009, 2010, 2019.

## Извори
1. ↑  „Jan Verhaas”. World Snooker Tour.
2. ↑  Chowdhury, Saj (29. 4. 2006). „Snooker's star referee”. BBC Sport.
3. ↑  „147 Breaks”. WPBSA.